# Strömstad
Strömstad (em sueco: Strömstad;  ouça a pronúncia) é uma cidade sueca da província da Bohuslän, na região histórica da Gotalândia, situada no Sul da Suécia. 
É a sede do município de Strömstad, pertencente ao condado da Västra Götaland.
Possui 4,66 quilômetros quadrados e segundo censo de 2018, havia 7 374 habitantes.
Está situada no litoral norte da Bohuslän, a 25 km a noroeste da cidade de Tanumshede.
Era uma pequena localidade piscatória norueguesa até sua conquista pela Suécia em 1658, que a transformou em localidade comercial (köping) em 1667, como contrapeso à cidade comercial norueguesa de Halden. Adquiriu, em 1676, foral de cidade (stadsprivilegier).

## Etimologia e uso
O nome geográfico Strömstad deriva da palavra Strömmen (nome de antiga aldeia piscatória do século XVII).
A localidade está mencionada como Strömsta em 1672.
Em textos em português costuma ser usada a forma original Strömstad. 

## Comunicações
A poucos quilómetros de Strömstad passa a estrada europeia E6 (Malmö-Gotemburgo-Oslo). 
A linha férrea de Bohus liga Strömstad a Uddevalla e Gotemburgo.                                                                                                                                                                                                              
Dispõe de ligações marítimas às Ilhas Koster e à cidade de Sandefjord (Noruega).

## Economia
A economia tradicional de Strömstad está dominada pelo turismo e pelo comércio com a Noruega.

## Turismo
Strömstad atrai centenas de milhares de turistas anualmente, especialmente Noruegueses.

## Património turístico
Alguns pontos turísticos mais procurados atualmente são:

- Ilhas Koster (Kosteröarna) - Duas ilhas no estreito de Escagerraque a oeste da cidade
- Krokstrand – Pequena aldeia de talhadores da pedra
- Reserva natural de Saltö (Saltö naturreservat) – Reserva natural com pinheiros centenários e locais de banho.

Strömstad
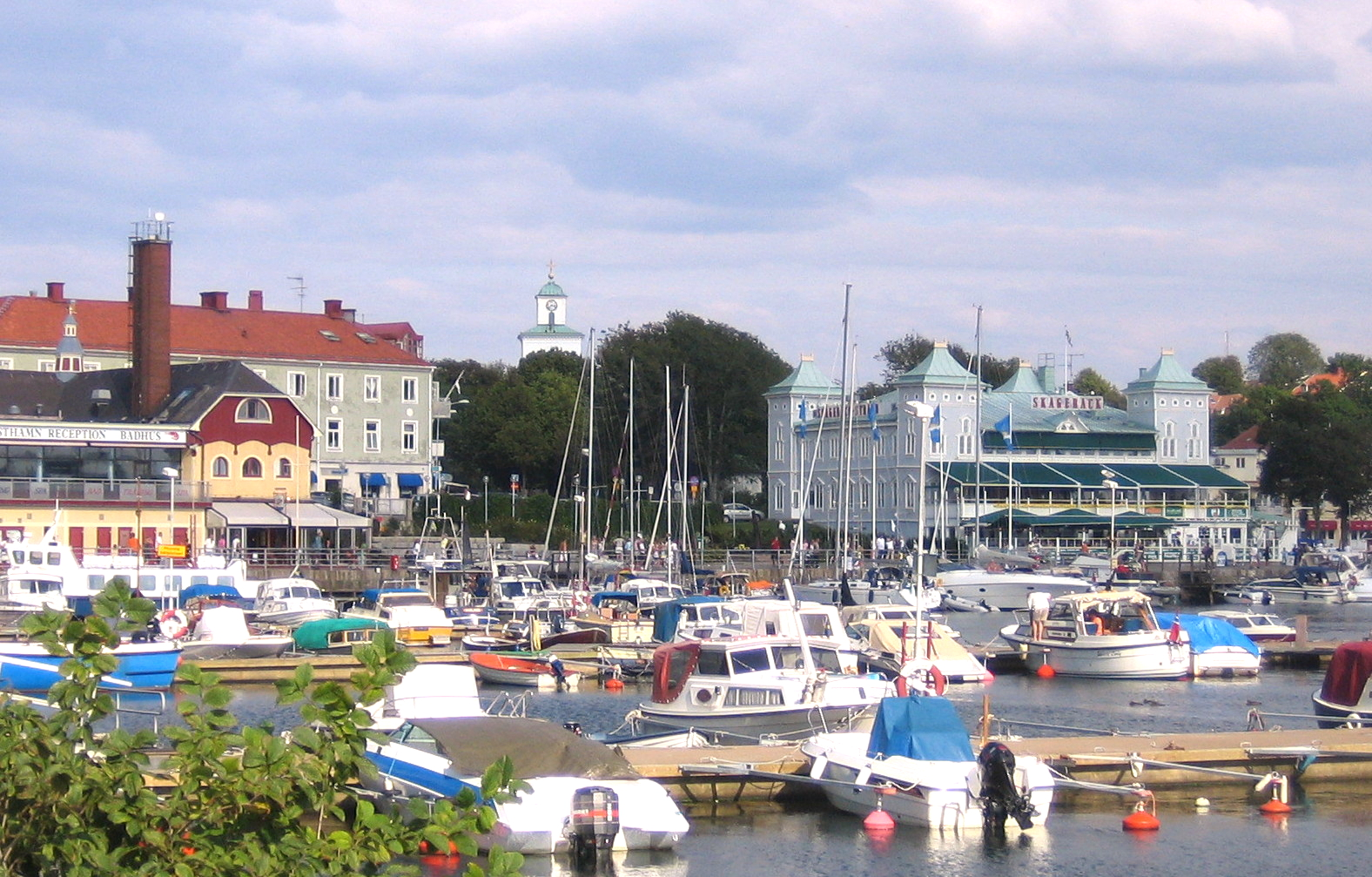
O porto sul de Strömstad
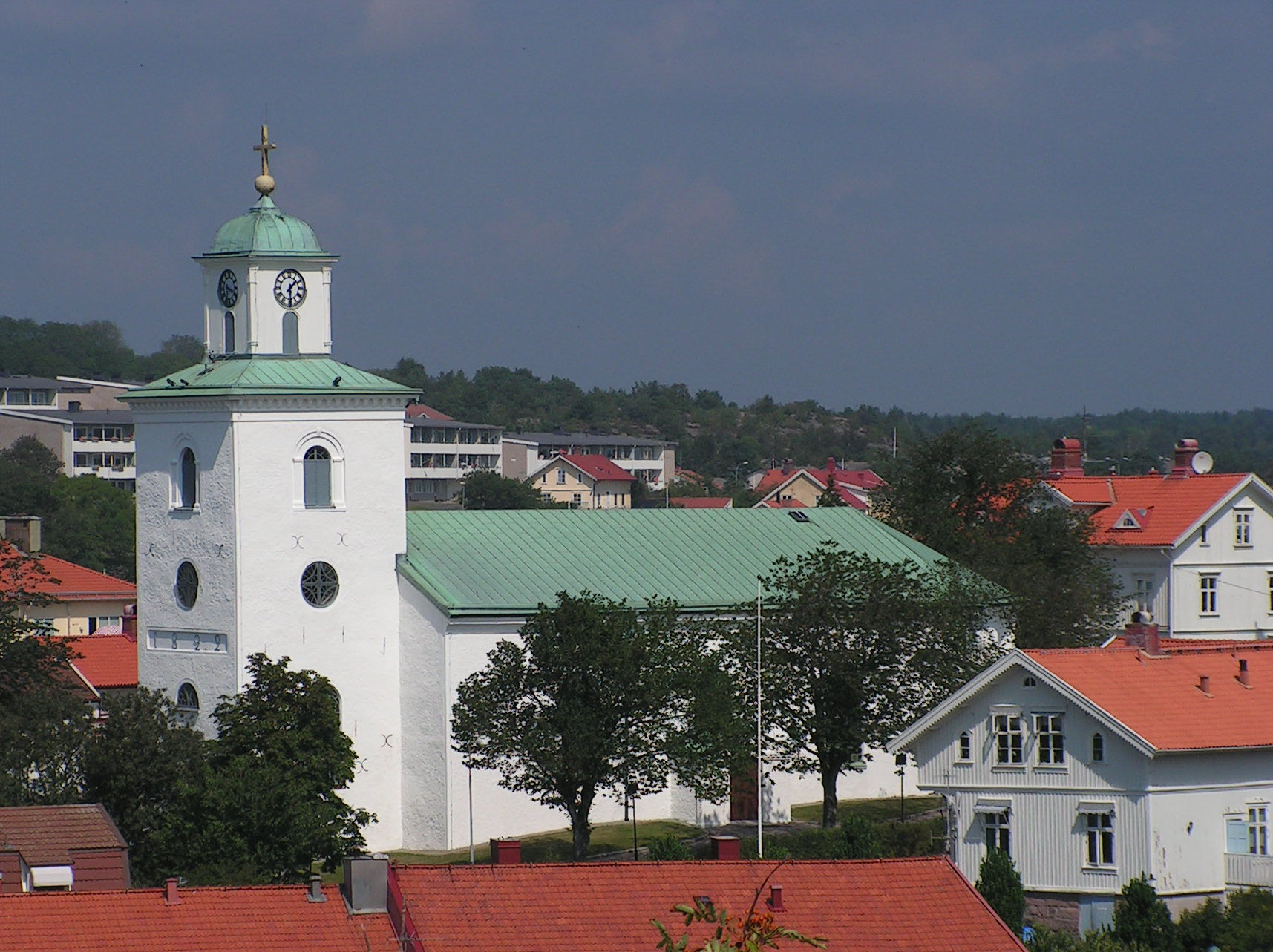
A igreja de Strömstad
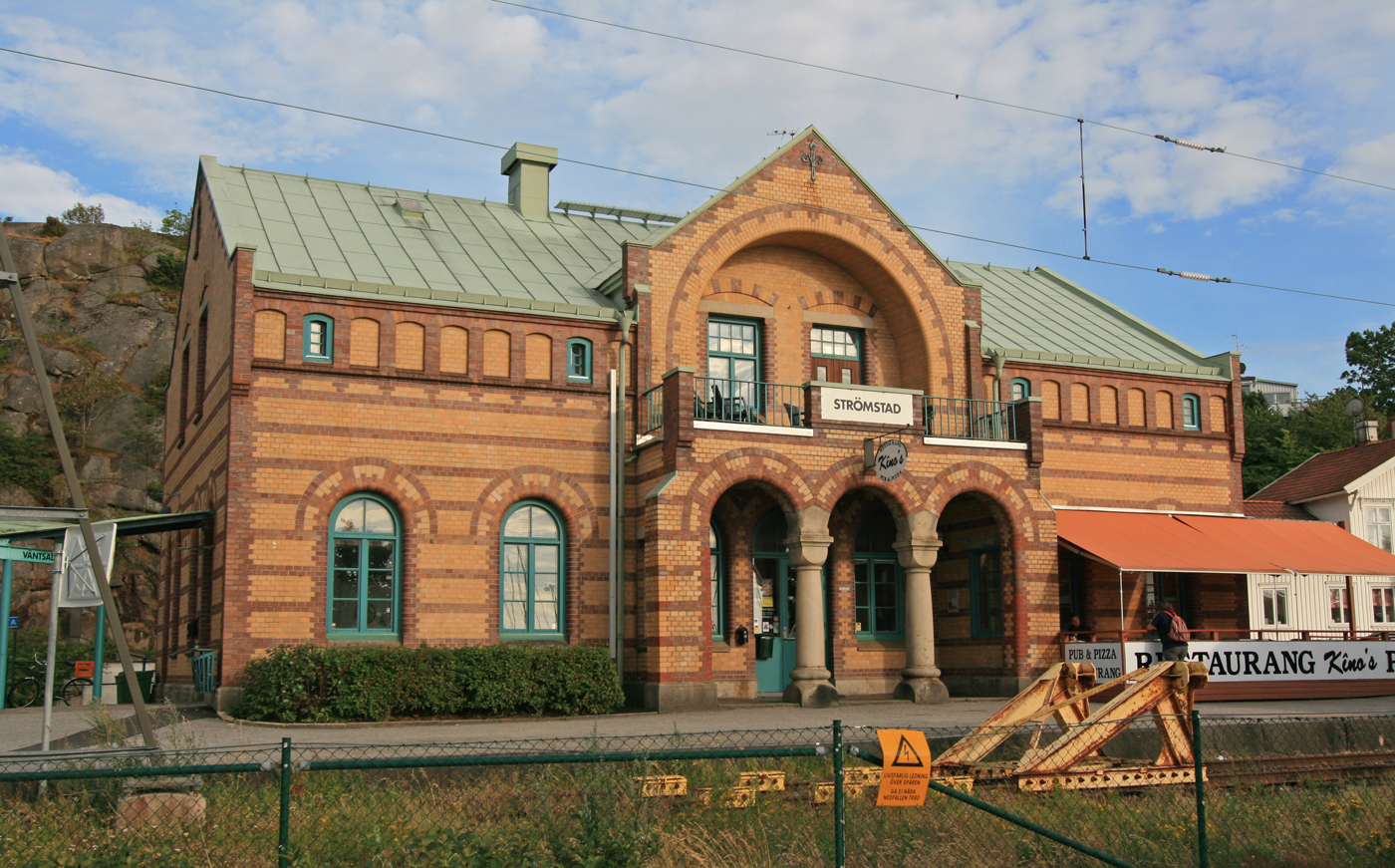
A estação ferroviária de Strömstad
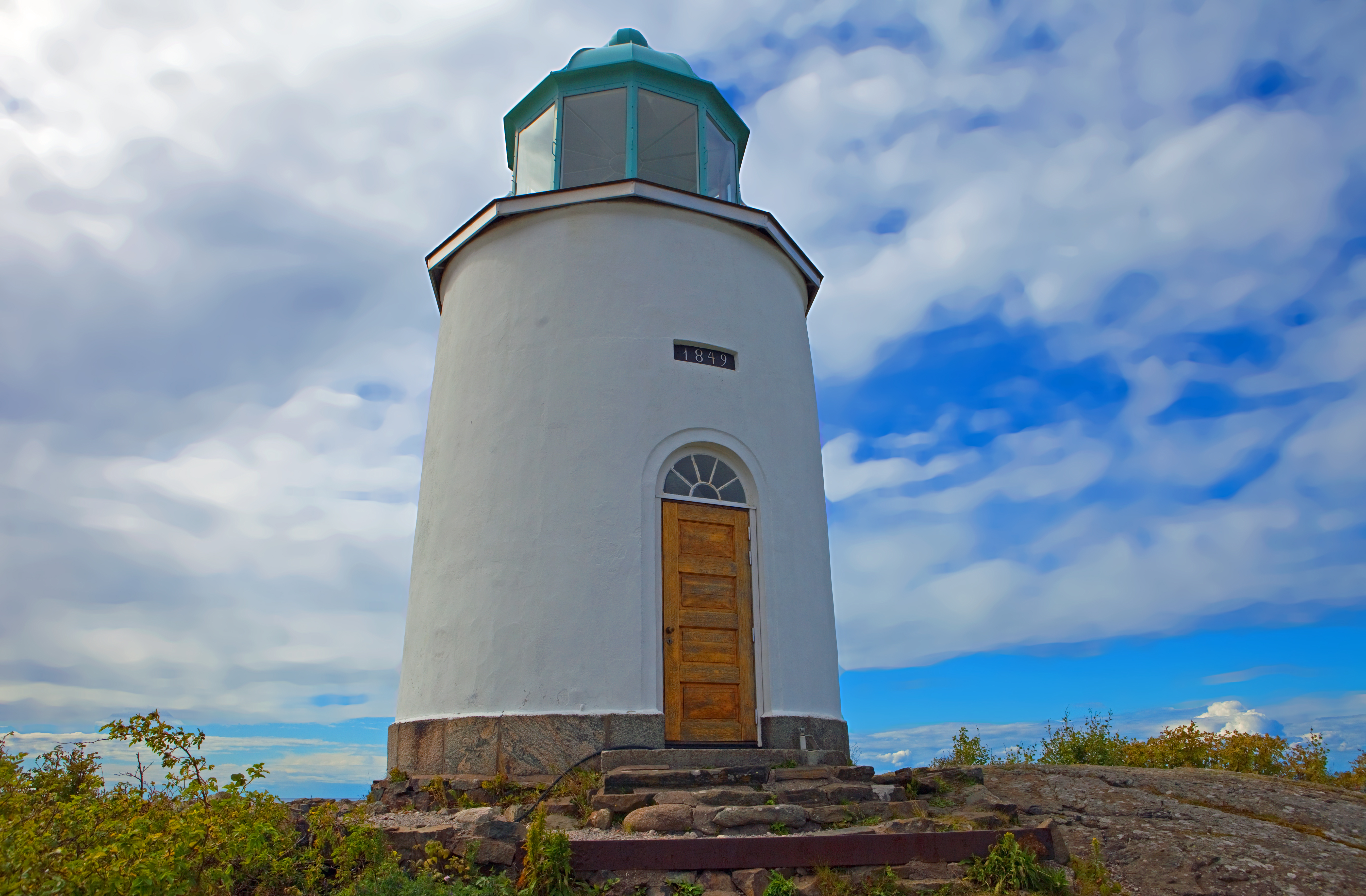
O farol de Koster Norte